# شو أوتسوكا
شو أوتسوكا (باليابانية: 大塚 翔) (مواليد 25 يوليو 1995) هو لاعب كرة قدم ياباني.

## وصلات خارجية
- شو أوتسوكا على موقع رابطة كرة القدم اليابانية للمحترفين (اليابانية)
- شو أوتسوكا على موقع قاعدة بيانات كرة القدم.إي يو (الإنجليزية)
- شو أوتسوكا على موقع Soccerway.com (الإنجليزية)
- شو أوتسوكا على موقع عالم كرة القدم.نت (الإنجليزية)